# Mon Martien bien-aimé
Pour la série télévisée, voir Mon Martien favori (série télévisée).
Ne doit pas être confondu avec Ma sorcière bien-aimée.
Pour plus de détails, voir Fiche technique et Distribution.
Mon Martien bien-aimé ou Mon Martien favori au Québec (My Favorite Martian) est un film américain réalisé par Donald Petrie sorti en 1999. Il est basé sur la série télévisée éponyme des années 1960.

## Synopsis
Un extraterrestre venant de Mars s'écrase sur une plage californienne et s'y retrouve prisonnier. Un journaliste le découvre et décide de l'héberger dans sa maison, espérant écrire une histoire sensationnelle sur lui.

## Fiche technique
- Titre original : My Favorite Martian[3]
- Titre français : Mon Martien bien-aimé
- Titre québécois : Mon Martien favori[4]
- Réalisation : Donald Petrie[3]
- Direction artistique : Christopher Burian-Mohr[3]
- Décors : Michael Taylor
- Costumes : Hope Hanafin
- Photographie : Thomas E. Ackerman[3]
- Montage : Malcolm Campbell[3]
- Musique : John Debney[3]
- Société de production : Dimension Sound, Warner Hollywood Studios, Tippett Studios[3]
- Société de distribution : Walt Disney Pictures[3]
- Pays : États-Unis
- Langue : anglais
- Budget : 65 millions de dollars[5],[6]
- Format : Couleur (Technicolor) - 35 mm (Eastman) - 1,85:1 - son DTS / Dolby Digital / SDDS
- Genre : Comédie, Film de science-fiction[4]
- Durée : 80 minutes[6]
- Dates de sortie : 
  - États-Unis : 12 février 1999[6]
  - Québec :  12 février 1999
  - France : 23 août 2000 (directement en DVD)[2]

## Distribution
- Christopher Lloyd (VF : Pierre Hatet ; VQ : Guy Nadon) : oncle Martin / le Martien
- Jeff Daniels (VF : Renaud Marx ; VQ : Sébastien Dhavernas) : Tim O'Hara
- Elizabeth Hurley (VF : Juliette Degenne ; VQ : Élise Bertrand) : Brace Channing
- Daryl Hannah (VF : Odile Cohen ; VQ : Hélène Mondoux) : Lizzie
- Wallace Shawn (VF : Hubert Drac ; VQ : Luis de Cespedes) : Coleye
- Christine Ebersole : Mrs Brown
- Michael Lerner (VF : Jean-Claude Sachot) : M. Channing
- Wayne Knight (VF : Julien Kramer ; VQ : François L'Écuyer) : Zoot, l'uniforme parlant
- Tom Hallick (VF : Gérard Surugue) : Howard Greenly

Sources : VQ (version québécoise) sur doublage.qc.ca

## Accueil
Le film rapporte un peu plus de 36 millions de dollars aux États-Unis avec un maximum de 2 349 salles pour le troisième weekend.

## Autour du film
- Ray Walston qui jouait le Martien alias oncle Martin dans la série originale apparaît ici dans le rôle d'Armitan.